# جو بال
جو بال (بالإنجليزية: Joe Ball)‏ (4 أبريل 1931 بوالسال في المملكة المتحدة - 4 ديسمبر 1974 بفارنهام في المملكة المتحدة) هو لاعب كرة قدم بريطاني في مركز الوسط. لعب مع إيبسويتش تاون ونادي ألدرشوت.